# Rabbinerseminar
Rabbinerseminare dienen der Ausbildung von Rabbinern. Die ersten Einrichtungen dieser Art entstanden im 19. Jahrhundert in Abgrenzung zu den orthodoxen Talmud-Schulen (Jeschiwot). Das älteste noch existierende Rabbinerseminar ist das Rabbinerseminar von Budapest. 1956 wurde von Dozenten der Hochschule für die Wissenschaft des Judentums in Berlin das Leo Baeck College in London gegründet. 2002 wurde das Levisson Instituut in Amsterdam ins Leben gerufen.

## Geschichte
Die ersten Rabbinerseminare entstanden 1829 in Padua und Metz, letzteres zog jedoch 1859 nach Paris um (Séminaire israélite de France). Im Zuge der Akkulturation der jüdischen Untertanen im Russischen Kaiserreich öffneten von 1847 bis 1873 das Rabbinerseminar Wilna und das Rabbinerseminar Schitomir. 1854 entstand das Jüdisch-Theologische Seminar in Breslau. Die Seminare waren die Konsequenz aus der Haskala, der jüdischen Form der Aufklärung, die vom Berliner Philosophen Moses Mendelssohn begründet worden war. Sie war verbunden mit der Forderung nach Emanzipation und Gleichberechtigung. Diese war aber nur möglich, indem sich die Juden öffneten gegenüber den Gesellschaften und Kulturen, in denen sie lebten, und auch gegenüber der Wissenschaft. Das Judentum selbst wurde um diese Zeit Gegenstand der Wissenschaft: seine Geschichte, seine Wurzeln, seine geistigen Grundlagen, seine Verbindungen zu anderen Religionen. Gerade Rabbiner mit der entsprechenden weltlichen Bildung sollten die Gedanken der Aufklärung in die jüdische Bevölkerung tragen. Dabei ging es auch darum, antisemitische Anschuldigungen zu widerlegen.
Während die meisten der frühen Rabbinerseminare, mit Ausnahme desjenigen in Budapest, dem Holocaust oder den kommunistischen Diktaturen zum Opfer fielen, entstanden nach dem Krieg etliche neue Seminare vor allem in Europa und Nordamerika. Das am 12. November 2000 eröffnete Abraham-Geiger-Kolleg in Potsdam war das erste neugegründete Rabbinerseminar in Kontinentaleuropa nach dem Holocaust. 2009 wurde das Rabbinerseminar zu Berlin gegründet.